# Puchar Polski (województwo śląskie) w piłce nożnej mężczyzn (2022/2023)
W sezonie 2022/2023 Puchar Polski na szczeblu regionalnym w województwie śląskim składał się z 4 rund, w których uczestniczyło 12 zwycięzców okręgów: Bielsko-Biała, Bytom, Częstochowa, Katowice, Lubliniec, Racibórz, Rybnik, Skoczów, Sosnowiec, Tychy, Zabrze i Żywiec. Rozgrywki miały na celu wyłonienie zdobywcy Regionalnego Pucharu Polski w województwie śląskim i uczestnictwo na szczeblu centralnym Pucharu Polski w sezonie 2023/2024.

## Uczestnicy
| III liga                                                                                         | IV liga | klasa okręgowa |
| ------------------------------------------------------------------------------------------------ | --- | --- |
| - Odra Wodzisław Śląski (OPP Rybnik) - Górnik II Zabrze (OPP Zabrze) - Polonia Bytom (OPP Bytom) | - Unia Rędziny (OPP Częstochowa) - Spójnia Landek (OPP Bielsko-Biała) - GKS II Tychy (OPP Tychy) - Unia Turza Śląska (OPP Racibórz) | - GKS Radziechowy-Wieprz (OPP Żywiec) - MLKS Woźniki (OPP Lubliniec) - AKS Mikołów (OPP Katowice) - Tempo Puńców (OPP Skoczów) - Sarmacja Będzin (OPP Sosnowiec) |

## 1/8 finału
Pary 1/8 finału, podobnie jak następnej fazy, zostały rozlosowane 13 kwietnia 2023 roku, natomiast mecze rozegrano 9 i 10 maja tegoż roku. Górnik II Zabrze, Polonia Bytom, Sarmacja Będzin i Unia Turza Śląska otrzymały wolny los.
| 9 maja 2023 | GKS Radziechowy-Wieprz | 0:3   | Odra Wodzisław Śląski                                   |  |
| 17:30       |                        | (0:1) | 42' Marcin Oślizlok · 63' Elorhan · 74' Mateusz Popczyk |  |

| 9 maja 2023 | MLKS Woźniki | 0:2   | Unia Rędziny                               |  |
| 17:30       |              | (0:0) | 49' Piotr Andrzejewski · 75' Mikołaj Kempa |  |

| 9 maja 2023 | AKS Mikołów                              | 2:0   | Spójnia Landek |  |
| 17:30       | 2' Ołeksandr Mikłosz · 83' Damian Wasiak | (1:0) |                |  |

| 10 maja 2023 | Tempo Puńców         | 1:4   | GKS II Tychy                                       |  |
| 17:30        | 55' Paweł Leśniewicz | (0:1) | 25', 66' Natan Dzięgielewski · 72', 86' Jakub Wilk |  |

## 1/4 finału
Losowanie par ćwierćfinałowych miało miejsce 13 kwietnia 2023 roku, natomiast mecze rozegrano 16 i 17 maja tegoż roku.
| 16 maja 2023 | GKS II Tychy                                | 2:5   | Polonia Bytom                            |  |
| 17:00        | 15' Marcin Kozina · 90' Natan Dzięgielewski | (1:4) | 20', 24', 27', 44', 70' Patryk Stefański |  |

| 16 maja 2023 | Sarmacja Będzin  | 1:3   | Unia Turza Śląska                                |  |
| 18:00        | 71' Łukasz Żmuda | (0:1) | 25' Mateusz Danieluk · 88', 90' Killian Benvindo |  |

| 16 maja 2023 | AKS Mikołów       | 1:1 k. 3:4    | Unia Rędziny                 |  |
| 18:00        | 18' Kamil Ściętek | (1:1, k. 3:4) | 40' Abderrazzaq El Kessouati |  |

| 17 maja 2023 | Odra Wodzisław Śląski                                     | 3:1   | Górnik II Zabrze   |  |
| 17:30        | 25' Patryk Mociak · 38' Bartłomiej Barański · 55' Elorhan | (2:0) | 63' Daniel Ściślak |  |

## 1/2 finału
Losowanie par półfinałowych miało miejsce 18 maja 2023 roku, natomiast mecze rozegrano 7 czerwca tegoż roku.
| 7 czerwca 2023 | Unia Turza Śląska    | 1:1 k. 3:4    | Polonia Bytom   |  |
| 17:30          | 60' Mateusz Danieluk | (0:0, k. 3:4) | 80' Dawid Wolny |  |

| 7 czerwca 2023 | Unia Rędziny                             | 2:2 k. 4:3    | Odra Wodzisław Śląski    |  |
| 17:30          | 14' Piotr Góralczyk · 42' Oskar Krawczyk | (2:2, k. 4:3) | 10', 40' Marcin Ośliźlok |  |

## Finał
Mecz finałowy odbył się 13 czerwca 2023 roku. W nim Polonia Bytom pokonała Unię Rędziny zdobywając Regionalny Puchar Polski w woj. śląskim i uzyskując prawo do gry na szczeblu centralnym Pucharu Polski w sezonie 2023/2024.
| 13 czerwca 2023 | Unia Rędziny                                       | 2:3   | Polonia Bytom                                                 |  |
| 17:30           | 62' Piotr Andrzejewski · 70' Arkadiusz Porochnicki | (0:1) | 30' Michał Bedronka · 56' Krzysztof Ropski · 84' Tomasz Gajda |  |